# 마츠모토 리오
마츠모토 리오(松本 莉緒, 1982년 10월 22일 ~ )는 일본의 배우, 모델이다. 1995년부터 1999년까지는 마츠모토 메구미 (松本 恵)라는 이름으로 활동했다.

## 출연

### 드라마
- 1995년 《끝나지 않는 여름》
- 1997년 《미스터리 극장 에지》
- 1997년 《최후의 식탁》
- 1997년 《유리가면》
- 1998년 《성자의 행진》
- 1998년 《유리가면 2》
- 1998년 《세기말의 시》
- 2002년 《골든 볼》
- 2002년 《태양의 계절》
- 2002년 《리모트》
- 2003년 《가오》
- 2003년 《Stand Up!!》
- 2007년 《프러포즈 대작전》 3화 게스트
- 2010년 《모테키》 코미야마 나츠키 역
- 2011년 《수수께끼 풀이는 저녁식사 후에》 3화 게스트
- 2011년 《전업주부탐정~나는 그림자》 5화 게스트

### 영화
- 2003년 《코스믹 레스큐》
- 2006년 《도쿄 프렌즈 더 무비》
- 2008년 《싸이보그 그녀》